# Петокнижие
Петокнижието (от гръцки: Πεντάτευχος) е първата и основна част на Библията. В еврейската традиция е познато под името Тора (תורה – закон), според централната тема, която разглежда.

## Части на Петокнижието
Древните еврейски теолози разделят книгата на пет части, откъдето идва и името и. Доказателство за това се открива още в превода на седемдесетте (Septuaginta). В този превод всяка отделна книга има заглавие според специфичното си съдържание. Гръцките заглавия от този превод са запазени и в латинския превод (Vulgata) и в други стари и съвременни преводи:
| На гръцки              | На латински   | На български | На иврит           | значение на български             |
| η Κτίσις или η Γένεσις | Genesis       | Битие        | Берешит (בְּרֵאשִׁית)   | В началото                        |
| ο Έξοδος               | Exodus        | Изход        | Шемот (שְׁמוֹת)       | Имената                           |
| το Λευϊτικόν           | Leviticus     | Левит        | Вайикра (וַיִּקְרָ)     | И повика [И повика Господ Мойсей] |
| οι Αριθμοί             | Numeri        | Числа        | Бемидбар (בְּמִדְבַּר)   | В пустинята                       |
| το Δευτερονόμιον       | Deuteronomium | Второзаконие | Хадеварим (הַדְּבָרִים) | Думите                            |